# Quinto Petronio Didio Severo
Quinto Petronio Didio Severo (in latino Quintus Petronius Didius Severus; Milano, inizio del II secolo d.C. – dopo il 137 d.C.) è stato un politico romano, noto principalmente in quanto padre del futuro imperatore Didio Giuliano.

## Biografia
Egli nacque a Milano, probabilmente agli inizi del II secolo d.C., e apparteneva ad una delle famiglie più in vista della Mediolanum romana: era figlio di Quinto Petronio Severo, un generale romano di origine insubre, e di Didia Gioconda. Ebbe una sorella, Petronia Vara.
Severo sposò Emilia Clara, una donna della provincia romana d'Africa originaria di Adrumeto, l'attuale Susa in Tunisia.
La coppia ebbe vari figli:
- Didio Proculo
- Nummio Albino
- Marco Didio Severo Giuliano